# Sulfuro de plomo(IV)
Sulfuro de plomo(IV) es un compuesto químico de fórmula PbS2.  Esta sustancia se produce por reacción de sulfuro de plomo(II), PbS, más fácil de encontrar, con azufre por encima de 600 °C y a altas presiones. PbS2, al igual que la correspondiente sal sulfuro de estaño(IV), SnS2, cristaliza en la misma estructura cristalina que el ioduro de cadmio, típica de los compuestos de fórmula MX2, lo que indica que el plomo presenta estado de oxidación de 4+.